# Рішон-ле-Ціон

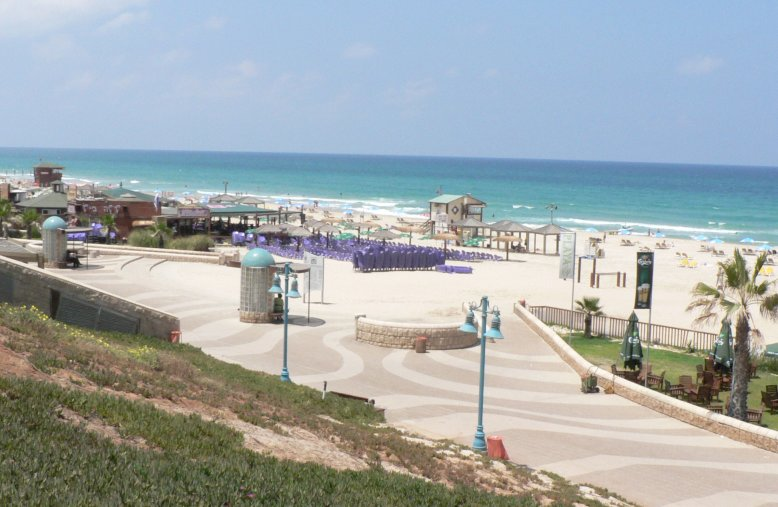
Пляж Рішон-ле-Ціону

Рішон-ле-Ціон (івр. ראשון לציון) — четверте найбільше місто в Ізраїлі. Назва міста означає «Перший в Сіоні» і була вибрана із Біблійного вірша: «Я перший сказав до Сіону: Оце, то вони! А Єрусалимові дам благовісника.» (Книга пророка Ісаї 41:27). Тут було засновано першу у світі староєврейську школу, створено перший в Ізраїлі оркестр. Саме у цьому місті було складено єврейський гімн та вперше вивішено єврейський прапор. Рішон Ле Ціон розташований на березі Середземного моря. Місто довгий час вважалося «спальним» районом Тель-Авіва, але починаючи з 1990-х років спостерігається період динамічного розвитку.
У місті динамічно розвивається харчова промисловість, виробництво будівельних матеріалів, електрична промисловість та металообробка.

## Історія
Рішон ле-Ціон вважається (разом з Петах-Тіквою) одним з перших сіоністських поселень в Ізраїлі, заснованим переселенцем з України Реувеном Юдалевичем.
Поселення було задумане як сільськогосподарське, але перші спроби вести сільське господарство виявилися невдалими через важкі природні умови, нестачу коштів і відсутності досвіду поселенців. У вересні їх представник поїхав в Париж і потрапив на прийом до молодого барону Едмона де Ротшильда. Ротшильд погодився виділити позику на будівництво колодязя.
Серед цікавих історичних пам'яток потрібно згадати такі: Хавів — перша староєврейська школа (1888) та Яд Лебанім — музей історії Рішон Ле Ціон. До важливих археологічних об'єктів належать: цвинтар, який налічує 4 000 років, літня ассирійська фортеця (1700 років) та ін.
Рішон-ле-Ціон довгий час вважався «спальним» передмістям Тель-Авіву, але починаючи з 1990-х років місто переживає період бурхливого розвитку. У західній частині міста побудовані великі житлові масиви з розташованими поблизу торговими, культурними і промисловими центрами.
У місті кілька промислових зон, більшість підприємств діє в сфері послуг і торгівлі, в останні роки тут відкрилися численні підприємства і фірми, що спеціалізуються в областях розробки програмного забезпечення, електронних технологій, управління та маркетингу.
При муніципалітеті діє Товариство культури, спорту і дозвілля. У його віданні знаходяться районні будинки культури, парки, спортивні центри, художні, драматичні і балетні гуртки, музична школа, танцювальні та вокальні ансамблі, міський оркестр та ін.

## Населення
- Населення — 226 тис. осіб.

Напередодні утворення Держави Ізраїль в поселенні проживало близько 10 тисяч ос. У 1950 році воно отримало статус міста.
Це четверте за величиною «наймолодше» місто в Ізраїлі. Середній вік містян — 33 роки, найбільшу вікову групу складають 23-річні.

## Територія
- Територія – 60 км².

## Клімат
| Клімат міста          | Клімат міста | Клімат міста | Клімат міста | Клімат міста | Клімат міста | Клімат міста | Клімат міста | Клімат міста | Клімат міста | Клімат міста | Клімат міста | Клімат міста | Клімат міста |
| Показник              | Січ.         | Лют.         | Бер.         | Квіт.        | Трав.        | Черв.        | Лип.         | Серп.        | Вер.         | Жовт.        | Лист.        | Груд.        |              |
| Середній максимум, °C | 17,8         | 18,4         | 21,3         | 25,9         | 27,9         | 29,2         | 30,6         | 30,5         | 28,8         | 25,2         | 20,1         | 18,5         |              |
| Середній мінімум, °C  | 7,7          | 7,9          | 9,5          | 12,5         | 15,7         | 18,1         | 20,6         | 19,8         | 17,3         | 12,2         | 9,4          | 8,2          |              |
| Норма опадів, мм      | 244.7        | 108.9        | 61.4         | 25.3         | 3.5          | 0            | 0            | 0            | 2.1          | 47.9         | 73.7         | 236.8        |              |
| --------------------- | ------------ | ------------ | ------------ | ------------ | ------------ | ------------ | ------------ | ------------ | ------------ | ------------ | ------------ | ------------ | ------------ |
| Джерело: YR.NO        |              |              |              |              |              |              |              |              |              |              |              |              |              |

## Міста побратими
- Україна, Львів — угоду про встановлення споріднених зв'язків між містами Львів та Рішон-Ле-Ціон підписано 25 січня 1993 року.
- Україна, Харків
- Ефіопія, Гондер
- Словаччина, Пряшів